# 埃特尔
埃特尔是奥地利下奥地利州阿姆施泰滕县的一个市镇。总面积2111平方公里，总人口1312人，人口密度每平方公里0.6人（2005年）。